# Сантуш (Луанда)
Сантуш Футебол Клубе де Ангола або просто ФК «Сантуш» (порт. Santos Futebol Clube de Angola) — професіональний ангольський футбольний клуб з міста Луанда. Команда проводить домашні матчі на «Ештадіу душ Конкуейруш» або «Ештадіу да Сідадела».

## Історія клубу
Клуб був заснований в 2002 році, першим тренером був бразилець Леонардо Віторіно. Дебютний сезон у Гіраболі «Сантуш» провів в 2007 році, посівши 11 місце. Наступного року клуб домігся свого найбільшого успіху в чемпіонаті, за крок зупинившись від медалей (четверте місце). У тому ж сезоні команда виграла Кубок Анголи, обігравши з мінімальним рахунком в екстра-таймах «Рекреатіву ду Ліболу». Таким чином, «Сантуш» отримав право на участь в Суперкубку Анголи, команда із загальним рахунком 3:2 обіграла чемпіона країни, «Петру Атлетіку». У Кубку Конфедерації КАФ команда дійшла до групового етапу, де всі чотири клуби мали по дев'ять очок, але «Сантуш» мав найгіршу різницю забитих та пропущених м'ячів.
ФК «Сантуш» закінчив сезон 2013 року на 16-му останньому місці, так що клуб наступного сезону змушений буде грати в другому дивізіоні.
У 2014 році керівництво клубу оголосило, що відтепер припиняється фінансування ветеранської команди, а зекономлені кошти у вигляді додаткового фінансування будуть направлені до молодіжної школи клубу, з метою якісної підготовки кадрів для головної команди клубу, що, в свою чергу, дозволить в майбутньому головній команді клубу покращити свої виступи в Гіраболі.

## Клубні кольори
Команда грає в кольорах однойменного бразильського клубу: сорочки з чорно-білими вертикальними смугами, повністю чорні шорти та шкарпетки.

## Досягнення
- Кубок Анголи:
  -  Володар (1): 2008

- Суперкубок Анголи:
  -  Володар (1): 2009

## Статистика виступів у лігах та чемпіонатах

### Гіра Ангола
| 2003 Срія A | 2004 Серія A | 2005 Серія A | 2006 Серія A |
|             |              |              | 1-ше*        |
| 2-ге        | 2-ге         |              |              |
|             |              | 3-тє         |              |
|             |              |              |              |
|             |              |              |              |
|             |              |              |              |
|             |              |              |              |
|             |              |              |              |
|             |              |              |              |
|             |              |              |              |
|             |              |              |              |

↑  Вихід до Гіраболи 2007.

### Гірабола
- Примітки: Рейтинг червоного кольору означає, що клуб вилетів з чемпіонату

| 2007 | 2008 | 2009 | 2010 | 2011 | 2012 | 2013 |
|      |      |      |      |      |      |      |
|      |      |      |      |      |      |      |
|      |      |      |      |      |      |      |
|      | 4    |      |      |      |      |      |
|      |      |      |      |      |      |      |
|      |      | 6    |      |      |      |      |
|      |      |      |      |      |      |      |
|      |      |      |      |      |      |      |
|      |      |      |      |      |      |      |
|      |      |      |      |      |      |      |
| 11   |      |      |      | 11   |      |      |
|      |      |      |      |      |      |      |
|      |      |      | 13   |      | 13   |      |
|      |      |      |      |      |      |      |
|      |      |      |      |      |      |      |
|      |      |      |      |      |      | 16   |

### Виступи на континентальних турнірах КАФ
| Сезон | Турнір                 | Раунд         | Клуб           | Вдома | На виїзді | Загальний      |
| ----- | ---------------------- | ------------- | -------------- | ----- | --------- | -------------- |
| 2009  | Кубок конфедерації КАФ | 1             | ЮСМ Лібревіль  | 4-2   | 1-0       | 5-2            |
| 2009  | Кубок конфедерації КАФ | 2             | Юніон Дуала    | 4-0   | 1-1       | 5-1            |
| 2009  | Кубок конфедерації КАФ | 3             | Аль-Аглі       | 3-0   | 0-3       | 3-3 (6-5 пен.) |
| 2009  | Кубок конфедерації КАФ | Груповий етап | ЕНППІ Клуб     | 1-0   | 0-4       | 4-те місце     |
| 2009  | Кубок конфедерації КАФ | Груповий етап | ЕС Сетіф       | 1-0   | 0-6       | 4-те місце     |
| 2009  | Кубок конфедерації КАФ | Груповий етап | Віта (Кіншаса) | 1-0   | 0-1       | 4-те місце     |

## Відомі тренери
| Джалма Кавальканте | (2003)         | - |                 |
| Піу Ногейра        | (січень 2006)  | - |                 |
| Жозе Кіламба       |                | - | (жовтень 2007)  |
| Маріу Каладу       | (жовтень 2007) | - | (жовтень 2010)  |
| Давід Діаш         | (2010)         | - | (квітень 2011)  |
| Ромеу Філемон      | (травень 2011) | - | (листопад 2011) |
| Жозе Луїш Боргеш   |                | - | (червень 2012)  |
| Луїш Каїнташ       | (червень 2012) | - | (листопад 2013) |